# حلوى التفاح
حلوى التفاح (بالإنجليزية: Candy apple)‏ هي تفاحة كاملة مغطاة بطبقة من السكر المُحلى، مع وجود عود خشبي فيها ليكون مقبضًا. تُعد حلوى شائعة في المهرجانات الخريفية في الثقافة الغربية، مثل عيد الهالووين وليلة البون فاير، حيث يتزامن ذلك مع موسم حصاد التفاح السنوي.

## التحضير
تُحضَّر حلوى التفاح من خلال تغليفها بطبقة من السكر المُذاب والمسخَّن حتى يصل إلى مرحلة التصلب التام. الطبقة السكرية الأكثر شيوعًا تُصنع من السكر الأبيض أو البني، وشراب الذرة، والماء، والقرفة وملوّن الطعام الأحمر.